# Tudorovići
Tudorovići este un sat din comuna Budva, Muntenegru. Conform datelor de la recensământul din 2003, localitatea are 4 locuitori (la recensământul din 1991 erau 0 locuitori).

## Demografie
În satul Tudorovići žive 2 persoane adulte, iar vârsta medie a populației este de 22,8 de ani (18,8 la bărbați și 34,5 la femei). În localitate sunt 1 gospodărie, iar numărul mediu de membri în gospodărie este de 4,00.
|  |

| Demografie | Demografie | Demografie |
| An         | Locuitori  | Locuitori  |
| ---------- | ---------- | ---------- |
|            |            |            |
|            |            |            |
|            |            |            |
|            |            |            |
| 1948       | 120        |            |
| 1953       | 113        |            |
| 1961       | 98         |            |
| 1971       | 20         |            |
| 1981       | 5          |            |
| 1991       | -          | -          |
| 2003       | 4          | 4          |

| \| Componența etnică conform recensământului din 2003[2] \| Componența etnică conform recensământului din 2003[2] \| Componența etnică conform recensământului din 2003[2] \| Componența etnică conform recensământului din 2003[2] \| Componența etnică conform recensământului din 2003[2] \| \| ----------------------------------------------------- \| ----------------------------------------------------- \| ----------------------------------------------------- \| ----------------------------------------------------- \| ----------------------------------------------------- \| \| \| \| \| \| \| \| Sârbi \| Sârbi \| \| 4 \| 100% \| \| necunoscută \| necunoscută \| \| 0 \| 0% \| |             |  |   |      |
| Componența etnică conform recensământului din 2003 |             |  |   |      |
| |             |  |   |      |
| Sârbi | Sârbi       |  | 4 | 100% |
| necunoscută | necunoscută |  | 0 | 0%   |